# Ребёнок ждёт
«Ребёнок ждёт» (англ. A Child Is Waiting) — кинофильм режиссёра Джона Кассаветиса, вышедший на экраны в 1963 году.

## Сюжет
Несостоявшаяся пианистка Джин Хансен прибывает в специальную школу-интернат для детей с нарушениями умственного развития, чтобы занять здесь место учителя музыки. Она надеется, что работа с умственно отсталыми детьми позволит ей обрести смысл жизни. Вскоре она привязывается к одному из учеников — 12-летнему Рубену Уиддикомбу, который достаточно развит, чтобы остро чувствовать одиночество после того, как родители оставили его здесь. В лице Джин мальчик находит человека, готового заботиться о нём и защищать его. Однако доктор Кларк, строгий руководитель учреждения, не одобряет столь тесное сближение между учителем и учеником; по его мнению, чрезмерная забота лишь повредит развитию Рубена как самостоятельной личности.

## В ролях
- Берт Ланкастер — доктор Мэттью Кларк
- Джуди Гарленд — Джин Хансен
- Брюс Ритчи — Рубен Уиддикомб
- Джина Роулендс — Софи Уиддикомб
- Стивен Хилл — Тед Уиддикомб
- Пол Стюарт — Гудмен
- Глория Макгихи — Мэтти
- Лоуренс Тирни — Дуглас Бенхэм
- Джон Марли — Холланд
- Элизабет Уилсон — мисс Фогарти